# David Sheldrick
David Sheldrick, MBE, (* 23. November 1919 in Ägypten; † 13. Juni 1977 in Kenia) war ein britischer Gründer des großen Tsavo-East-Nationalparks in Kenia und während seiner anschließenden Arbeit als Parkleiter ein Tierforscher für kenianische Arten.
Sheldrick wuchs als einziges Kind seiner britischen Eltern den Großteil seiner ersten sechs Lebensjahre in Kenia auf, bevor er mit sechs Jahren auf eine britische Schule geschickt wurde. Die Ferien verbrachte er auf einem schottischen Anwesen, dessen Eigentümer Schulkinder aus den britischen Kolonien während der Ferien aufnahm. Mit 17 Jahren kehrte Sheldrick nach Abschluss der Schule wieder nach Kenia zurück und sah nach nunmehr 11 Jahren erstmals seine Eltern wieder.
Sheldrick arbeitete auf einer Farm, bis er im Zweiten Weltkrieg den King’s African Rifles angehörte und in Abessinien und Birma eingesetzt wurde. Nach dem Krieg arbeitete er für die Tented Safari Company, bis er 1948 eine der ersten Stellen für die zu gründenden kenianischen Nationalparks antrat.
Sheldrick war Mitbegründer des im April 1948 per Parlamentsbeschluss eingerichteten, großen kenianischen Nationalparks Tsavo East National Park. Zu dieser Zeit gab es noch keine Straße und kein einziges Gebäude auf dem Parkgelände. Über 30 Jahre lebte und arbeitete Sheldrick im Park zusammen mit seiner Frau Daphne Sheldrick, baute den Park auf und kümmerte sich um die Tiere, die er auch zur Grundlage für Forschungen machte. Während dieser Zeit zogen die Sheldricks unter anderem verschiedenste Jungtiere auf, die durch Wilderei, Raubtiere oder Dürreperioden zu Waisen geworden waren. Wichtig war ihm dabei die Auswilderung der Tiere, sobald sie alt genug dazu wurden. Sheldrick war der erste, der begann, verwaiste Elefanten zu retten und großzuziehen, was ihm zumindest mit den Über-Zweijährigen – die bereits nicht mehr auf Muttermilch angewiesen waren – auch gelang.
Ende 1976 wurde er vom Nationalpark nach Nairobi abgerufen.
David Sheldrick starb 1977 unerwartet an einem schweren Herzinfarkt, woraufhin Daphne Sheldrick von Nairobi in den Nationalpark umzog. Schon kurze Zeit später wurde sie aufgrund ihrer Erfahrung gebeten, sich wieder um verwaiste Elefanten zu kümmern. Um sich voll dieser Aufgabe widmen zu können und in Andenken an ihren Mann gründete sie 1977 eine Stiftung, den David Sheldrick Wildlife Trust.